# برعات (بعدان)

تعديل مصدري - تعديل

برعات محلة تابعة لقرية الخربة، التابعة لعزلة بني عواض بمديرية بعدان إحدى مديريات محافظة إب في الجمهورية اليمنية، بلغ تعداد سكانها 29 حسب تعداد اليمن لعام 2004.